# Nii Quaynor
Nii Narku Quaynor é um cientista da computação que foi fundamental na introdução e desenvolvimento da Internet na África.
Em 26 de junho de 2013 foi induzido no Internet Hall of Fame pela Internet Society.